# Klaus Roloff
Klaus Roloff (* 20. März 1952 in Berlin) ist ein ehemaliger deutscher Ruderer, der für die Bundesrepublik Deutschland antrat.
Der 1,86 m große Klaus Roloff vom Potsdamer Ruder Club Germania in West-Berlin gewann bei den Junioren-Weltmeisterschaften 1969 die Goldmedaille im Vierer ohne Steuermann, 1970 belegte er den dritten Platz in der gleichen Bootsklasse. 1973 belegte er mit dem Achter den fünften Platz bei den Europameisterschaften, 1975 verpasste der Achter bei den Weltmeisterschaften das A-Finale und belegte den siebten Platz.
Bei den Olympischen Spielen in Montreal trat der deutsche Vierer ohne Steuermann in der Besetzung Bernhard Foelkel, Klaus Meyer, Wolfgang Horak und Johann Konertz an und gewann ihren Vorlauf. Klaus Roloff ersetzte ab dem Halbfinale den erkrankten Klaus Meyer, die Crew belegte im Halbfinale den dritten Platz und im Finale den sechsten Platz.
1977 kehrte Roloff zurück in den Deutschland-Achter. Bei den Weltmeisterschaften 1977 in Amstelveen gewann der Achter die Bronzemedaille hinter den Booten aus der DDR und der Sowjetunion. Im Jahr darauf siegte bei den Weltmeisterschaften auf dem Lake Karapiro in Neuseeland der DDR-Achter vor dem Boot aus der Bundesrepublik. 1979 in Bled belegte Klaus Roloff mit dem bundesdeutschen Achter den neunten Platz.
Bei Deutschen Meisterschaften startete Roloff von 1977 bis 1980 mit Renngemeinschaften im Achter. Er gewann den Meistertitel 1977, 1979 und 1980 und belegte 1978 den zweiten Platz.